# Élections législatives de 1973 dans la Manche
Les élections législatives françaises de 1973 se déroulent les 4 et 11 mars 1973. Dans le département de la Manche, cinq députés sont à élire dans le cadre de cinq circonscriptions.

## Élus
| Circonscription | Député sortant   | Parti | Parti | Député élu ou réélu | Parti | Parti |
| --------------- | ---------------- | ----- | ----- | ------------------- | ----- | ----- |
| 1re             | Raymond Guilbert |       | UDR   | Jean-Marie Daillet  |       | CD    |
| 2e              | Émile Bizet      |       | UDR   | Émile Bizet         |       | UDR   |
| 3e              | Henri Baudouin   |       | UDR   | Henri Baudouin      |       | RI    |
| 4e              | Pierre Godefroy  |       | UDR   | Pierre Godefroy     |       | UDR   |
| 5e              | Jacques Hébert   |       | UDR   | Louis Darinot       |       | PS    |

## Résultats

### Résultats à l'échelle du département
| Parti                 | Parti                                   | Premier tour | Premier tour | Second tour | Second tour | Sièges |
| Parti                 | Parti                                   | Voix         | %            | Voix        | %           | Sièges |
| --------------------- | --------------------------------------- | ------------ | ------------ | ----------- | ----------- | ------ |
|                       | Union des démocrates pour la République | 54 026       | 24,57        | 46 795      | 24,77       | 2      |
|                       | Républicains indépendants               | 49 140       | 22,35        | 36 675      | 19,41       | 1      |
|                       | Centre démocratie et progrès            | 15 452       | 7,03         | 21 200      | 11,22       | 0      |
|                       | Divers droite                           | 8 691        | 3,93         | 7 068       | 3,74        | 0      |
|                       | Union des républicains de progrès       | 127 309      | 57,90        | 111 738     | 59,14       | 3      |
|                       |                                         |              |              |             |             |        |
|                       | Parti socialiste                        | 38 742       | 17,62        | 41 156      | 21,78       | 1      |
|                       | Parti communiste français               | 18 174       | 8,27         | Retrait     | Retrait     | 0      |
|                       | Parti socialiste unifié                 | 5 236        | 2,38         |             |             | 0      |
|                       | Union de la gauche                      | 62 152       | 28,27        | 41 156      | 21,78       | 1      |
|                       |                                         |              |              |             |             |        |
|                       | Mouvement réformateur                   | 29 636       | 13,48        | 36 045      | 19,08       | 1      |
|                       | Ligue communiste révolutionnaire        | 790          | 0,36         |             |             | 0      |
|                       |                                         |              |              |             |             |        |
| Inscrits              | Inscrits                                | 276 585      | 100,00       | 276 510     | 100,00      | 5      |
| Abstentions           | Abstentions                             | 51 051       | 18,46        | 72 883      | 26,36       |        |
| Votants               | Votants                                 | 225 534      | 81,54        | 203 627     | 73,64       |        |
| Blancs et nuls        | Blancs et nuls                          | 5 647        | 2,5          | 14 688      | 7,21        |        |
| Exprimés              | Exprimés                                | 219 887      | 97,5         | 188 939     | 92,79       |        |
| Source : Data.gouv.fr |                                         |              |              |             |             |        |

### Résultats par circonscription

#### Première circonscription (Saint-Lô)
| Candidat       | Candidat                 | Parti          | Premier tour | Premier tour | Second tour | Second tour |  |
| Candidat       | Candidat                 | Parti          | Voix         | %            | Voix        | %           |  |
| -------------- | ------------------------ | -------------- | ------------ | ------------ | ----------- | ----------- |  |
|                | Jean Patounas            | RI (URP)       | 10 961       | 24,84        | 16 040      | 41,18       |  |
|                | Jean-Marie Daillet élu   | CD (MR)        | 10 661       | 24,16        | 22 913      | 58,82       |  |
|                | Raymond Guilbert sortant | UDR (URP)      | 10 513       | 23,83        | Retrait     | Retrait     |  |
|                | Jean Gires               | PSU            | 5 236        | 11,87        |             |             |  |
|                | Claude Dardel            | PS (UGSD)      | 4 359        | 9,88         |             |             |  |
|                | Michel Allamand          | PCF            | 2 392        | 5,42         |             |             |  |
|                |                          |                |              |              |             |             |  |
| Inscrits       | Inscrits                 | Inscrits       | 54 601       | 100,00       | 54 608      | 100,00      |  |
| Abstentions    | Abstentions              | Abstentions    | 9 386        | 17,19        | 11 953      | 21,89       |  |
| Votants        | Votants                  | Votants        | 45 215       | 82,81        | 42 655      | 78,11       |  |
| Blancs et nuls | Blancs et nuls           | Blancs et nuls | 1 093        | 2,42         | 3 702       | 8,68        |  |
| Exprimés       | Exprimés                 | Exprimés       | 44 122       | 97,58        | 38 953      | 91,32       |  |

#### Deuxième circonscription (Avranches)
| Candidat       | Candidat                  | Parti          | Premier tour | Premier tour | Second tour | Second tour |  |
| Candidat       | Candidat                  | Parti          | Voix         | %            | Voix        | %           |  |
| -------------- | ------------------------- | -------------- | ------------ | ------------ | ----------- | ----------- |  |
|                | Émile Bizet sortant réélu | UDR (URP)      | 25 744       | 48,31        | 27 946      | 100,00      |  |
|                | Pierre Aguiton            | RI (URP)       | 18 302       | 34,35        | Retrait     | Retrait     |  |
|                | François Bernardi         | PS (UGSD)      | 5 800        | 10,89        |             |             |  |
|                | Claude Lacoste            | PCF            | 3 438        | 6,45         |             |             |  |
|                |                           |                |              |              |             |             |  |
| Inscrits       | Inscrits                  | Inscrits       | 65 682       | 100,00       | 65 679      | 100,00      |  |
| Abstentions    | Abstentions               | Abstentions    | 10 790       | 16,43        | 28 586      | 43,52       |  |
| Votants        | Votants                   | Votants        | 54 892       | 83,57        | 37 093      | 56,48       |  |
| Blancs et nuls | Blancs et nuls            | Blancs et nuls | 1 608        | 2,93         | 9 147       | 24,66       |  |
| Exprimés       | Exprimés                  | Exprimés       | 53 284       | 97,07        | 27 946      | 75,34       |  |

#### Troisième circonscription (Coutances)
| Candidat       | Candidat                     | Parti          | Premier tour | Premier tour | Second tour | Second tour |  |
| Candidat       | Candidat                     | Parti          | Voix         | %            | Voix        | %           |  |
| -------------- | ---------------------------- | -------------- | ------------ | ------------ | ----------- | ----------- |  |
|                | Henri Baudouin sortant réélu | RI (URP)       | 19 877       | 45,4         | 20 635      | 47,73       |  |
|                | Lucien Radier                | CD (MR)        | 12 626       | 28,84        | 13 132      | 30,37       |  |
|                | William Unterwald            | PS (UGSD)      | 6 662        | 15,22        | 9 469       | 21,9        |  |
|                | Renée Laplace-Dolonde        | PCF            | 3 905        | 8,92         |             |             |  |
|                | Robert Geffriaud             | Divers droite  | 711          | 1,62         |             |             |  |
|                |                              |                |              |              |             |             |  |
| Inscrits       | Inscrits                     | Inscrits       | 55 718       | 100,00       | 55 714      | 100,00      |  |
| Abstentions    | Abstentions                  | Abstentions    | 10 735       | 19,27        | 11 838      | 21,25       |  |
| Votants        | Votants                      | Votants        | 44 983       | 80,73        | 43 876      | 78,75       |  |
| Blancs et nuls | Blancs et nuls               | Blancs et nuls | 1 202        | 2,67         | 640         | 1,46        |  |
| Exprimés       | Exprimés                     | Exprimés       | 43 781       | 97,33        | 43 236      | 98,54       |  |

#### Quatrième circonscription (Valognes)
| Candidat       | Candidat                      | Parti          | Premier tour | Premier tour | Second tour | Second tour |  |
| Candidat       | Candidat                      | Parti          | Voix         | %            | Voix        | %           |  |
| -------------- | ----------------------------- | -------------- | ------------ | ------------ | ----------- | ----------- |  |
|                | Pierre Godefroy sortant réélu | UDR (URP)      | 17 769       | 49,95        | 18 849      | 54,24       |  |
|                | Jean d'Aigneaux               | Divers droite  | 7 980        | 22,43        | 7 068       | 20,34       |  |
|                | Jacques Dauchart              | PS (UGSD)      | 6 873        | 19,32        | 8 836       | 25,43       |  |
|                | Ginette Bihel                 | PCF            | 2 954        | 8,3          |             |             |  |
|                |                               |                |              |              |             |             |  |
| Inscrits       | Inscrits                      | Inscrits       | 45 769       | 100,00       | 45 696      | 100,00      |  |
| Abstentions    | Abstentions                   | Abstentions    | 9 273        | 20,26        | 10 498      | 22,97       |  |
| Votants        | Votants                       | Votants        | 36 496       | 79,74        | 35 198      | 77,03       |  |
| Blancs et nuls | Blancs et nuls                | Blancs et nuls | 920          | 2,52         | 445         | 1,26        |  |
| Exprimés       | Exprimés                      | Exprimés       | 35 576       | 97,48        | 34 753      | 98,74       |  |

#### Cinquième circonscription (Cherbourg)
| Candidat       | Candidat          | Parti          | Premier tour | Premier tour | Second tour | Second tour |  |
| Candidat       | Candidat          | Parti          | Voix         | %            | Voix        | %           |  |
| -------------- | ----------------- | -------------- | ------------ | ------------ | ----------- | ----------- |  |
|                | Charles Dumoncel  | CDP (URP)      | 15 452       | 35,83        | 21 200      | 48,13       |  |
|                | Louis Darinot élu | PS (UGSD)      | 15 048       | 34,89        | 22 851      | 51,87       |  |
|                | Joseph Ryst       | CD (MR)        | 6 349        | 14,72        | Retrait     | Retrait     |  |
|                | Maurice Postaire  | PCF            | 5 485        | 12,72        | Retrait     | Retrait     |  |
|                | Michel Briégel    | LCR            | 790          | 1,83         |             |             |  |
|                |                   |                |              |              |             |             |  |
| Inscrits       | Inscrits          | Inscrits       | 54 815       | 100,00       | 54 813      | 100,00      |  |
| Abstentions    | Abstentions       | Abstentions    | 10 867       | 19,82        | 10 008      | 18,26       |  |
| Votants        | Votants           | Votants        | 43 948       | 80,18        | 44 805      | 81,74       |  |
| Blancs et nuls | Blancs et nuls    | Blancs et nuls | 824          | 1,87         | 754         | 1,68        |  |
| Exprimés       | Exprimés          | Exprimés       | 43 124       | 98,13        | 44 051      | 98,32       |  |